# イギリス鉄道398形電車
イギリス鉄道398形電車（イギリスてつどう398がたでんしゃ、英語: British Rail Class 398）は、イギリス・ウェールズのトランスポート・フォー・ウェールズが運営する鉄道路線に導入される電車。スイスのシュタッドラー・レールが製造を手掛けるトラムトレイン用車両で、ウェールズ南東部の交通網の整備計画「サウスウェールズ・メトロ（South Wales Metro）」の一環として2024年に営業運転を開始する。

## 概要
サウスウェールズ・メトロは、新規の鉄道路線の建設や駅・施設の整備、路線バスの路線網再編、駐輪場の整備による駅やバス停へのアクセス改善などによる、ウェールズ南東部の交通網の大規模な整備計画である。その一環として新型鉄道車両の導入も行われる事となり、2019年1月にスイスのシュタッドラー・レールは合計71両の車両製造に関する契約を締結した。そのうち36両分として製造が実施されるのが398形である。
398形はシュタッドラー・レールが世界各地に展開する、路面電車や都市間列車向けの車両ブランドであるシティリンク（Citylink）の1形式で、架線による電化区間（交流電化、25,000 V）ではパンタグラフを用いた集電を行い、非電化区間では充電池に溜めた電気を用いて走行する。編成は両運転台式の3車体連接式で、車体は高強度のステンレス鋼が用いられている。床上高さはプラットホームの高さに合わせて915 mmとなっており、車内には段差が存在しない。
座席配置は一部を除いて2＋2人掛けのクロスシートを基本としている他、自転車用のフリースペースが6箇所、車椅子用スペースが2箇所、そして身体不自由者向けの座席が各部に配置されている。また、車内には冷暖房双方に対応した空調が完備されている。
最初の車両は2022年にスペイン・バレンシアの工場で完成し、同年に開催されたイノトランスへの展示も行われた。その後はイギリスのネットワーク・レールの施設の試験を経て、2023年3月からトランスポート・フォー・ウェールズへの納入が開始された。ウェールズの鉄道路線での試運転は同年6月から開始されており、翌2024年の営業運転開始を予定している。また将来的には新たに建設される併用軌道区間への直通運転も計画されている。

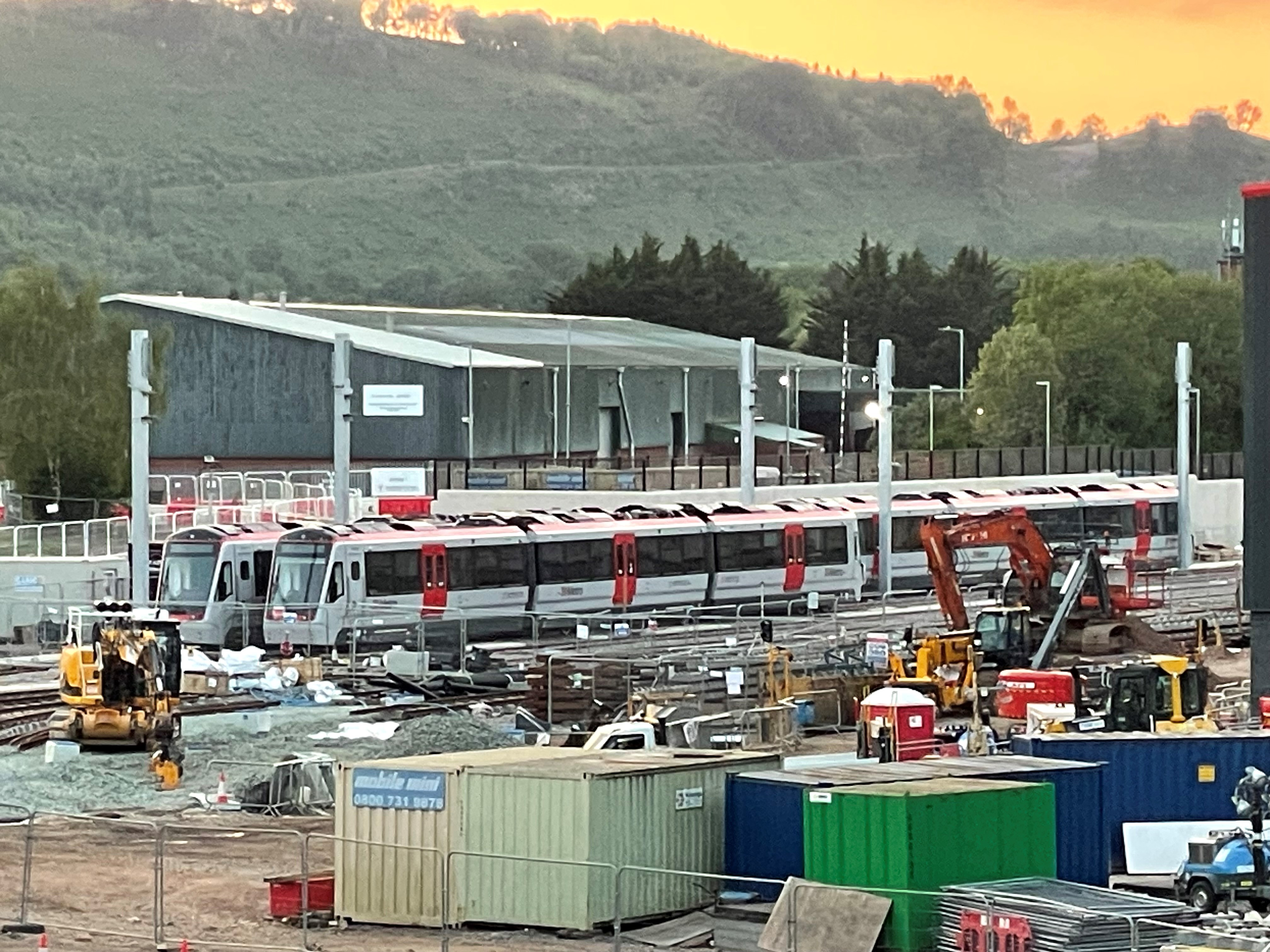
車庫に搬入される398形（2023年撮影）